# LocalTapiola Group
LocalTapiola Group — финская взаимная страховая группа. Её совладельцами являются 1,6 млн держателей полисов.
Основой группы является имущественный страховщик LocalTapiola General Mutual Insurance Company, также в группу входят 19 региональных страховых компаний, компания по страхованию жизни, компания по управлению активами и компания по операциям с недвижимостью.
Страховые премии за 2020 год составили 1,73 млрд евро (из них 1,30 млрд пришлось на страхование имущества и от несчастных случаев, 434 млн — на страхование жизни), инвестиционный доход — 436 млн евро; страховые выплаты составили 1,32 млрд евро..
Активы на конец года составили 11,9 млрд евро, из них 4 млрд вложено в акции компаний, 1,5 млрд — в облигации, 1,2 млрд — в недвижимость, 0,5 млрд — ипотечные кредиты.